# 博罗热
博罗热（法語：Bosroger，法語發音：[boʁɔʒe]）是法国克勒兹省的一个市镇，属于欧比松区。该市镇总面积7.56平方公里，2009年时的人口为104人。

## 人口
博罗热人口变化图示